# Whickham F.C.
Whickham Football Club là một câu lạc bộ bóng đá Anh có trụ sở tại Whickham, Tyne và Wear, thi đấu ở Northern League Division One trong Hệ thống các giải bóng đá ở Anh. Họ giành chức vô địch FA Vase in 1981.
Đội bóng thi đấu các trận sân nhà tại Glebe Sports Ground, Rose Avenue, Whickham. NE16 4NA.

## Lịch sử
Thành lập năm 1944 với tên gọi Axwell Park Colliery Welfare, câu lạc bộ thi đấu lần đầu ở Derwent Valley League. Năm 1974, họ gia nhập Wearside League, và vô địch trong 2 mùa giải, 1977–78 và 1987–88. Năm 1981 là một trong những năm thành công nhất trong lịch sử câu lạc bộ, khi đánh bại Willenhall Town 3–2 trong trận chung kết, sau khi bị dẫn 0–2, để giành chức vô địchthe FA Vase. Đầu mùa giải 1988–89, họ chuyển sang Northern League Division Two. Mùa giải đầu tiên, đội bóng về đích thứ ba, và được lên chơi ở Division One. Mùa giải 1991–92 chứng kiến đội bóng xuống lại Division Two. Năm 1995, họ lại thăng hạng với tư cách vô địch, nhưng lại xuống hạng năm 1997, và ở lại Division Two. Whickham thăng hạng First Division cuối mùa giải 2017-18.

## Đội hình
Tính đến ngày 28 tháng 7 năm 2018
Ghi chú: Quốc kỳ chỉ đội tuyển quốc gia được xác định rõ trong điều lệ tư cách FIFA. Các cầu thủ có thể giữ hơn một quốc tịch ngoài FIFA.
| Số | VT | Quốc gia | Cầu thủ          |
| -- | -- | -------- | ---------------- |
| —  | TM | Anh      | Joe Clayton      |
| —  | TM | Anh      | John Mordey      |
| —  | HV | Anh      | Andy Brown       |
| —  | HV | Anh      | David Clasper    |
| —  | HV | Anh      | Sam Hedley       |
| —  | HV | Anh      | Owen Lancaster   |
| —  | HV | Anh      | Stephen Little   |
| —  | HV | Anh      | John Martin      |
| —  | HV | Anh      | Scott Martindale |
| —  | HV | Anh      | Tom Soutar       |
| —  | HV | Anh      | Leigh Shickle    |
| —  | TV | Anh      | David Backhouse  |
| —  | TV | Anh      | Kallum Broadhead |
| —  | TV | Anh      | Ben Cains        |
| —  | TV | Anh      | Dan Candlish     |
| —  | TV | Anh      | Matthew Fisher   |
| —  | TV | Anh      | Craig Jelley     |
| —  | TV | Anh      | Ross Peareth     |
| —  | TV | Anh      | Lee Scroggins    |
| —  | TV | Anh      | Kelvin Thear     |
| —  | TV | Anh      | Kyle Wharton     |
| —  | TĐ | Anh      | Steven Aiston    |
| —  | TĐ | Anh      | Andrew Bulford   |
| —  | TĐ | Anh      | Chad Collins     |
| —  | TĐ | Anh      | Joe Mole         |
| —  | TĐ | Anh      | Lewis Teasdale   |

## Quản lý
Tính đến ngày 28 tháng 7 năm 2018.
- Huấn luyện viên trưởng: Robin Falcus
- Trợ lý huấn luyện viên: Neil Wilson, Craig Robson
- Huấn luyện viên: Jordan Moore
- Nhà vật lý trị liệu: Shaun Tumelty
- Nhà vật lý trị liệu: Katie Priesley

## Ủy ban
| Vị trí             | Tên              |
| ------------------ | ---------------- |
| Giám đốc           | Brian McCartney  |
| Chủ tịch           | Paul Taylor      |
| Thư ký             | Lynn Ready       |
| Thủ quỹ            | Alan Walton      |
| Ủy ban             | Ash Rook         |
| Ủy ban/Quản lý sân | Steve Peareth    |
| Ủy ban/Quản lý sân | Jim Soutar       |
| Ủy ban             | Kris Holmes      |
| Ủy ban             | Ross Gregory     |
| Ủy ban             | Tommy Longworth  |
| Ủy ban             | Scott Richardson |
| Ủy ban             | Jill Broadhead   |
| Phụ giúp           | Mick Tucker      |

## Các cựu cầu thủ đáng chú ý
- Richard Brodie, hiện tại ở câu lạc bộ tại Northern Premier League Warrington Town.
- David Rayner đã giải nghệ và kinh doanh thể thao riêng ở New Zealand.

## Danh hiệu
- Ernest Armstrong Memorial Cup
  - Vô địch 2006–07
- Durham Challenge Cup
  - Vô địch 2005–06
- FA Vase
  - Vô địch 1980–81
- Wearside League Cup
  - Vô địch 1986–87
- Wearside League
  - Vô địch 1977–78
- Northern Combination
  - Vô địch 1969–70, 1972–73, 1973–74
- Northern Combination League Cup
  - Vô địch 1960–61, 1973–74
- Northern League Division Two
  - Vô địch 1994–95
- Vaux Challenge Cup
  - Vô địch 1986–87

## Kỉ lục
- Thành tích tốt nhất ở giải vô địch: thứ 1 ở Wearside League, 1977–78, 1987–88; thứ 1 ở Northern League Division Two, 1994–95
- Thành tích tốt nhất tại Cúp FA: Vòng loại thứ hai, 1995–96, 2003–04
- Thành tích tốt nhất tại FA Trophy: Vòng loại thứ nhất, 1990–91, 1991–92
- Thành tích tốt nhất tại FA Vase: Vô địch 1980–81